# Tau Bootis
Désignations
Tau Bootis (τ Boo / τ Bootis) est un système stellaire situé dans la constellation du Bouvier, et dont la magnitude apparente est de 4. En astronomie chinoise, elle fait partie de l'astérisme Sheti. Le système de τ Bootis est constitué d'une étoile binaire. La composante principale est l'étoile τ Bootis A, formellement τ Bootis Aa, une sous-géante (classe de luminosité IV) jaune-blanche (type spectral F6). Il s'agit de la première étoile (autre que le Soleil) dont l'inversion du champ magnétique a été détectée,,. τ Bootis Aa est aussi l'objet primaire d'un système planétaire dont l'unique objet secondaire connu est τ Bootis b, formellement τ Bootis Ab, une planète confirmée. L'autre composante de l'étoile binaire est l'étoile τ Bootis B, une naine (classe de luminosité V) rouge (type spectral M2).
Ce système est relativement proche du nôtre (51 années-lumière de distance d'après les mesures de parallaxe). L'étoile principale est visible facilement sous une nuit noire.

## Système binaire

### Tau Bootis A
L'étoile principale, Tau Bootis A est une naine jaune-blanche. Elle est 20 % plus massive que le Soleil. Elle est donc plus brillante et plus chaude. Son rayon est 1,9 fois plus important que celui du Soleil, et elle est probablement âgée de 1,3 milliard d'années. Comme elle est plus massive que le Soleil, sa durée de vie est inférieure. Elle est estimée à moins de 6 milliards d'années.
Elle est également suspectée d'être une étoile variable. Sa luminosité semble en effet varier entre la magnitude 4,46 et la magnitude 4,52, et à ce titre, elle figure sous la cote 6444 dans le New Catalogue of Suspected Variable Stars,.

### Tau Bootis B
Tau Bootis B est une naine rouge de faible magnitude, en orbite autour de l'étoile principale, à une distance de 240 UA. Une seule orbite complète autour de l'étoile principale doit s'effectuer en plusieurs siècles.

## Système planétaire
En 1997, une planète, appelée Tau Bootis Ab fut découverte en orbite autour de l'étoile principale, grâce à la méthode dite de vitesse radiale. Tau Bootis est le seul exemple connu d'étoile en rotation synchrone avec une planète. Des indices font penser qu'une autre planète, plus distante, est en orbite autour de l'astre.
| Planète | Masse (MJ) | Période orbitale (en jours) | Demi-grand axe (en ua) | Excentricité |
| ------- | ---------- | --------------------------- | ---------------------- | ------------ |
| b       | >7-8       | 3.312                       | 0.05                   | 0.01         |

Selon une équipe internationale qui a eu l'idée d'utiliser les équipements scientifiques (spectomètre infrarouge Crires) du très grand télescope (VLT) de l'Observatoire austral européen (ESO) au Chili pour démêler les deux sources lumineuses (étoile-planète), l'angle de rotation autour de l'étoile hôte[Quoi ?] est de 44 degrés et sa masse vaut six fois celle de la planète Jupiter. L'équipe a pu aussi  analyser l'atmosphère de Tau Boötis b, sa teneur en monoxyde de carbone ainsi que la température à différentes altitudes.